# ひろゆうこ
ひろ ゆうこは、東京都大田区生まれ、神奈川県在住の日本の漫画家、イラストレーター。師匠は、広井てつお。

## 経歴
フリーの漫画、ハウツーもの、書籍カット、学習ムック、図鑑イラスト等の製作に活動中。武蔵野美術大学短期大学部美術科卒業。

## 作品リスト
- ウインディ・シャワー（GTコミック掲載1984年頃）
- おうとばい絵日記（GTコミック掲載）
- WIND MIND（ミスターバイク掲載）
- 「免許を早く取る本　実技編」（学研）
- 「普通二輪（400cc）免許が楽に取れる本（成美堂）
- 「まんが技能五輪」（日刊工業新聞社）
- 「絵でわかるマッキントッシュ」（光栄）
- 「アンジェリークアンサンブル」一部執筆（光栄）
- 「まんがぷよぷよ天国」一部執筆（光栄）
- さっちゃんのびわの木（ミスターバイク1995年頃）
- 夏休みが終わっても（ミスターバイク1995年頃）
- マイバイクを作ろう!（ミスターバイクBG掲載）
- ねこまち絵日記（ミスターバイク1996年頃掲載）
- WIND MIND（ヤングキング掲載）
- 学研コミックガイズ連載（1995～1997年頃）
- カート体験記（JAPAN KART連載）
- 「漫画一遍上人」（ビジネスコミック社）
- 「まんがでわかるレーシック」（ビジネスコミック社）
- 「NHK健康タマゴ食事が大事」
- 「NHK健康タマゴ目が大事」
- まんが家稼業綱渡り（嘘のような恥ずかしい話スペシャル 嘘恥体験研究編 日本文芸社）
- パチンコ天国連載（1998～2009年連載）
- パチスロ大連勝連載（2003～2011年）
- 学研「まんが攻略BON」シリーズ（地理、政治、国際）
- トイレのひみつ（学研 まんがでよくわかるシリーズ 22）
- きのこのひみつ（学研 まんがでよくわかるシリーズ 27）
- 牛丼のひみつ（学研 まんがでよくわかるシリーズ 44）
- 香料のひみつ（学研 まんがでよくわかるシリーズ 74）
- コンピュータのひみつ（学研 まんがでよくわかるシリーズ 99）
- サイバーセキュリティのひみつ（学研 まんがでよくわかるシリーズ 111）
- 下水道のひみつ（学研 まんがでよくわかるシリーズ 117）
- 看護婦さんになろう！（小学館  まんが版仕事完全ガイド　小学生のためのワンダーランドスタディブック）
- たのしいな！東京の電車・新幹線（成美堂出版  のりもの写真えほん 9）